# Yaeba
Yaeba (yaeba (八重歯)) és un detall estètic dental d'origen japonès, aplicat especialment a les canines maxil·lars, amb una aparença similar als ullals. És percebut al Japó com una senyal de joventut. El 2013 es va posar de moda que les adolescents s'aplicaren modificacions dentals per a posar-se uns taps als canins superiors. A alguns homes els agrada, ja que els transmet una imatge de dona més accessible i fràgil, considerant-lo en alguns casos adorable.
El yaeba s'aconsegueix de manera "real", el qual consisteix en un procediment irreversible, i el provisional. Aquesta pràctica pot provocar problemes en els dents: desgast, sensibilitat dental, mobilitat dentària, problemes musculars, acceleració del procés de pèrdua de dents i que hi haja zones on no arribe el raspall de dents provocant l'acumulació de placa, provocant inflamació de genives i bosses periodontals.